# Конвой JW 54A
Конвой JW 54A (англ. Convoy JW 54A) — арктичний конвой транспортних і допоміжних суден у кількості 19 одиниць, який у супроводженні союзних кораблів ескорту прямував від берегів Шотландії та Ісландії до радянського порту Архангельськ. Конвой вийшов 15 листопада з Лох Ю і 24 листопада 1943 року JW 54A благополучно прибув до Кольської затоки. Втрат не мав.

## Кораблі та судна конвою JW 54A

### Транспортні судна
| Назва                       | Прапор          | Тоннаж (GRT) | Прим.                   |
| --------------------------- | --------------- | ------------ | ----------------------- |
| Copeland (1923)             | Велика Британія | 1 526        | Рятувальне судно конвою |
| Daniel Drake (1943)         | США             | 7 176        | судно типу «Ліберті»    |
| Edmund Fanning (1943)       | США             | 7 176        | судно типу «Ліберті»    |
| Empire Carpenter (1943)     | Велика Британія | 7 025        |                         |
| Empire Celia (1943)         | Велика Британія | 7 025        |                         |
| Empire Nigel (1943)         | Велика Британія | 7 067        |                         |
| Fort Yukon (1943)           | Велика Британія | 7 153        | судно комодора конвою   |
| Gilbert Stuart (1943)       | США             | 7 176        | судно типу «Ліберті»    |
| Henry Villard (1942)        | США             | 7 176        | судно типу «Ліберті»    |
| James Gordon Bennett (1942) | США             | 7 176        | судно типу «Ліберті»    |
| James Smith (1942)          | США             | 7 181        | судно типу «Ліберті»    |
| Junecrest (1942)            | Велика Британія | 6 945        |                         |
| Mijdrecht (1931)            | Нідерланди      | 7 493        |                         |
| Norlys (1936)               | Панама          | 9 892        | Танкер-заправник конвою |
| Ocean Vanity (1942)         | Велика Британія | 7 174        |                         |
| Ocean Verity (1942)         | Велика Британія | 7 174        |                         |
| Park Holland (1943)         | США             | 7 176        | судно типу «Ліберті»    |
| Thomas Sim Lee (1942)       | США             | 7 191        | судно типу «Ліберті»    |
| William Windom (1943)       | США             | 7 194        | судно типу «Ліберті»    |

### Кораблі ескорту
| Кораблі ближнього ескорту                          |                                         |                                                          |                                                                  |
| «Імпалсів»                                         | Військово-морські сили Великої Британії | ескадрений міноносець типу «I»                           | 18-25 листопада                                                  |
| «Інконстант»                                       | Військово-морські сили Великої Британії | ескадрений міноносець типу «I»                           | 15-24 листопада                                                  |
| «Онслот»                                           | Військово-морські сили Великої Британії | Ескадрений міноносець типу «O»                           | 18-25 листопада                                                  |
| «Онслоу»                                           | Військово-морські сили Великої Британії | Лідер ескадрених міноносців типу «O»                     | 18-25 листопада                                                  |
| «Орвелл»                                           | Військово-морські сили Великої Британії | ескадрений міноносець типу «O»                           | 18-25 листопада                                                  |
| «Обідіент»                                         | Військово-морські сили Великої Британії | ескадрений міноносець типу «O»                           | 18-19 листопада (повернувся через технічні проблеми)             |
| «Бріссенден»                                       | Військово-морські сили Великої Британії | ескортний міноносець типу «Хант»                         | 15-18 листопада                                                  |
| «Темагент»                                         | Військово-морські сили Великої Британії | ескадрений міноносець типу «S»                           | 15-18 листопада                                                  |
| «Вайтхолл»                                         | Військово-морські сили Великої Британії | ескадрений міноносець «Модифікований Адміралті» типу «W» | 15-24 листопада                                                  |
| «Бурза»                                            | Військово-морські сили Польщі           | ескадрений міноносець типу «Вічер»                       | 15-18 листопада                                                  |
| «Хайда»                                            | Військово-морські сили Канади           | ескадрений міноносець типу «Трайбл»                      | 18-25 листопада                                                  |
| «Гурон»                                            | Військово-морські сили Канади           | ескадрений міноносець типу «Трайбл»                      | 18-25 листопада                                                  |
| «Ірокеу»                                           | Військово-морські сили Канади           | ескадрений міноносець типу «Трайбл»                      | 18-25 листопада                                                  |
| «Хізер»                                            | Військово-морські сили Великої Британії | корвет типу «Флавер»                                     | 15-24 листопада                                                  |
| «Гусар»                                            | Військово-морські сили Великої Британії | тральщик типу «Гальсіон»                                 | 15-24 листопада                                                  |
| «Сігал»                                            | Військово-морські сили Великої Британії | тральщик типу «Гальсіон»                                 | 24-26 листопада                                                  |
| Крейсерська група конвою (19-24 листопада)         |                                         |                                                          |                                                                  |
| «Кент»                                             | Військово-морські сили Великої Британії | важкий крейсер типу «Каунті»                             |                                                                  |
| «Джамайка»                                         | Військово-морські сили Великої Британії | Легкий крейсер типу «Коронна колонія»                    |                                                                  |
| «Бермуда»                                          | Військово-морські сили Великої Британії | легкий крейсер типу «Коронна колонія»                    |                                                                  |
| Океанська група прикриття конвою (19-24 листопада) |                                         |                                                          |                                                                  |
| «Енсон»                                            | Військово-морські сили Великої Британії | Лінійний корабель типу «Кінг Джордж V»                   | Флагманський корабель командира групи віцеадмірала Брюса Фрезера |
| «Таскалуса»                                        | Військово-морські сили США              | важкий крейсер типу «Нью-Орлінзн»                        |                                                                  |
| «Гобсон»                                           | Військово-морські сили США              | ескадрений міноносець типу «Глівз»                       |                                                                  |
| «Коррі»                                            | Військово-морські сили США              | ескадрений міноносець типу «Глівз»                       |                                                                  |
| «Фітч»                                             | Військово-морські сили США              | ескадрений міноносець типу «Глівз»                       |                                                                  |
| «Форрест»                                          | Військово-морські сили США              | ескадрений міноносець типу «Глівз»                       |                                                                  |

## Військові кораблі Крігсмаріне

### Підводні човни
| Назва | Тип   | Командир                                   | Прим. |
| ----- | ----- | ------------------------------------------ | ----- |
| U-277 | VII C | оберлейтенант-цур-зее Роберт Любсен        |       |
| U-307 | VII C | оберлейтенант-цур-зее Фрідріх-Георг Геррле |       |
| U-354 | VII C | капітан-лейтенант Карл-Гайнц Гербшлейб     |       |
| U-360 | VII C | капітан-лейтенант Клаус-Гельмут Беккер     |       |
| U-387 | VII C | капітан-лейтенант Рудольф Бюхлер           |       |

### Надводні кораблі
| Назва       | Тип                                    | Дії | Прим. |
| ----------- | -------------------------------------- | --- | ----- |
| «Шарнгорст» | лінійний корабель типу «Шарнгорст»     |     |       |
| Z29         | ескадрений міноносець типу 1936A       |     |       |
| Z30         | ескадрений міноносець типу 1936A       |     |       |
| Z33         | ескадрений міноносець типу 1936A (Mob) |     |       |
| Z34         | ескадрений міноносець типу 1936A (Mob) |     |       |
| Z38         | ескадрений міноносець типу 1936A (Mob) |     |       |